# Biografielijst Ek

## Ek
- Anthonie Ek (1857-1921), Nederlands architect
- Merel Ek (1995), Nederlands journaliste

## Eka
- Elos Elonga Ekakia (1974), Congolees voetballer en jeugdtrainer

## Ekb

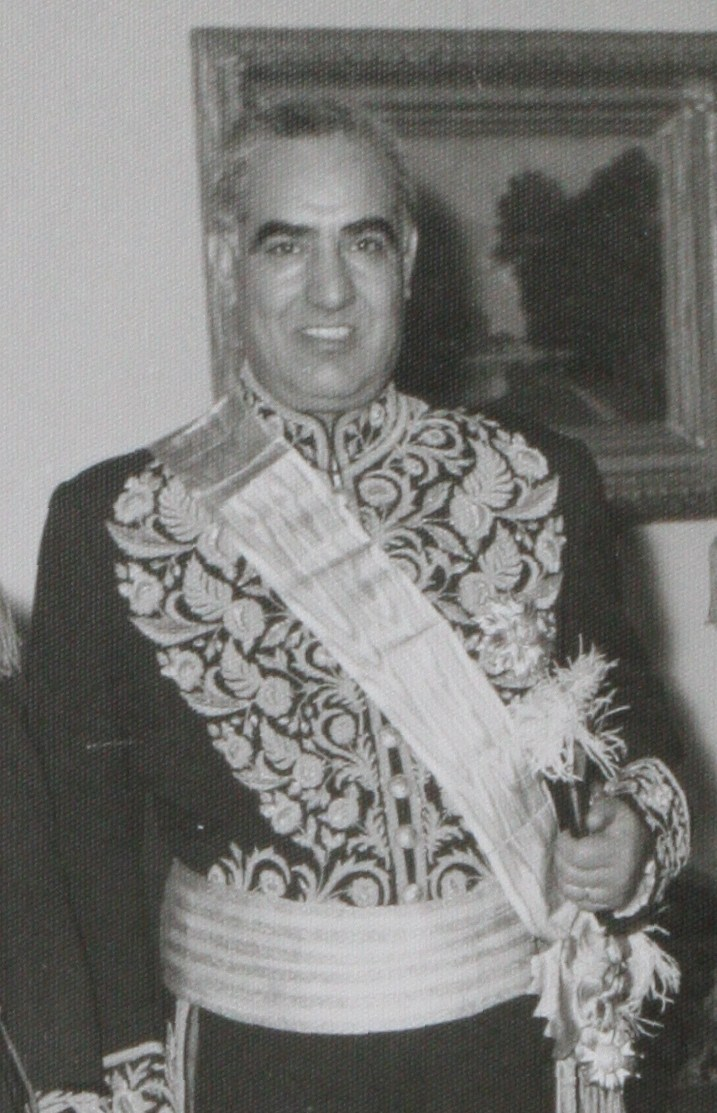
Manuchehr Ekbal

- Manuchehr Ekbal (1909-1977), Iraans premier (1957-1960)
- Kerstin Anita Marianne (Anita) Ekberg (1931-2015), Zweeds sekssymbool, fotomodel en actrice
- Fredrik Ekblom (1970), Zweeds autocoureur

## Ekd
- Lisa Ekdahl (1971), Zweeds zangeres en tekstschrijfster
- Albin Ekdal (1989), Zweeds voetballer
- Gerard Ekdom (1978), Nederlands radio-diskjockey

## Eke
- Birger Ekeberg (1880-1968), Zweeds jurist
- Ove Ekebjærg (1934), Deens schaker
- Eva Ekeblad (1724-1786), Zweeds agronoom, wetenschapper, saloniste en gravin
- Pieter (Piet) Ekel (1921-2012), Nederlands acteur
- Jan Ekels de Oude, bekend als Jan Ekels I, (1724-1780), Nederlands kunstschilder
- Bo Daniel Ekelund (1894-1983), Zweeds atleet
- Ronnie Ekelund (1972), Deens voetballer
- Onno Reint Alberda van Ekenstein (1752-1821), Nederlands jonkheer, bestuurder en politicus
- Willem Alberda van Ekenstein (1792-1869), Nederlands edelman en bestuurder
- Willem van Ekeren (1956), Nederlands pianist, zanger en componist
- Carl (Rolf) Ekéus (1935), Zweeds diplomaat

## Ekh
- Ekhard I (+1002), Markgraaf van Meißen (985-1002)
- Hanna Helena (Helena) Ekholm-Jonsson (1984), Zweeds biatlete

## Eki
- Mehmet Ekici (1990), Turks voetballer
- Jane Ekimat (1974), Keniaans atlete
- Viatcheslav Vladimirovich Ekimov, Frans voor Vjatsjeslav Vladimirovitsj Jekimov, (1966), Russisch wielrenner

## Ekk
- Rudolf Erik Otto (Rudi) Ekkart (1947), Nederlands kunsthistoricus
- Daan Ekkel (1965), Nederlands acteur en programmamaker
- Stef Ekkel (1980), Nederlands volkszanger
- Willem Ekkel (1965-2002), Nederlands programmamaker
- Mwanga II Basammula-Ekkere (1867-1903), kabaka van Boeganda

## Ekl
- Britt-Marie (Britt) Ekland (1942), Zweeds actrice
- Jakob Eklund (1962), Zweeds acteur
- Per Eklund (1946), Zweeds rallyrijder en rallycrosser
- Sigvard Arne Eklund (1911-2000), Zweeds natuurkundige en VN-functionaris

## Ekm

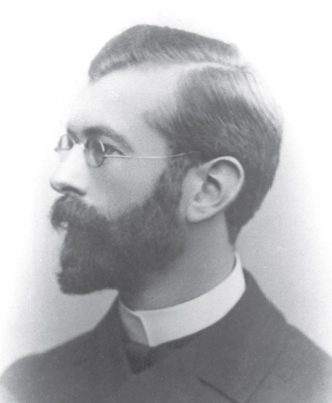
Vagn Walfrid Ekman

- Ekma, pseudoniem van Nikolaas Mathijs (Nico) Eekman, (1889-1973), Belgisch schilder van Nederlandse komaf
- Gösta Ekman (1890-1938), Zweeds acteur
- Hasse Ekman (1915-2004), Zweeds acteur en filmregisseur
- Kerstin Lillemor Hjorth Ekman (1933), Zweeds schrijfster
- Paul Ekman (1934), Amerikaans psycholoog en pionier op het gebied van onderzoek naar emoties en gelaatsexpressies
- Susanne Ekman (1978), Zweeds alpineskiester
- Vagn Walfrid Ekman (1874-1954), Zweeds oceanograaf

## Ekn
- Daniel Heimer (Dan) Ekner (1927-1975), Zweeds voetballer

## Eko
- Jirès Kembo Ekoko (1988), Frans voetballer

## Ekp
- Abdul Razak Mohhamed Ekpoki (1982), Nigeriaans voetballer
- Florence Ekpo-Umoh (1977), Duits sprintster van Nigeriaanse komaf

## Ekr

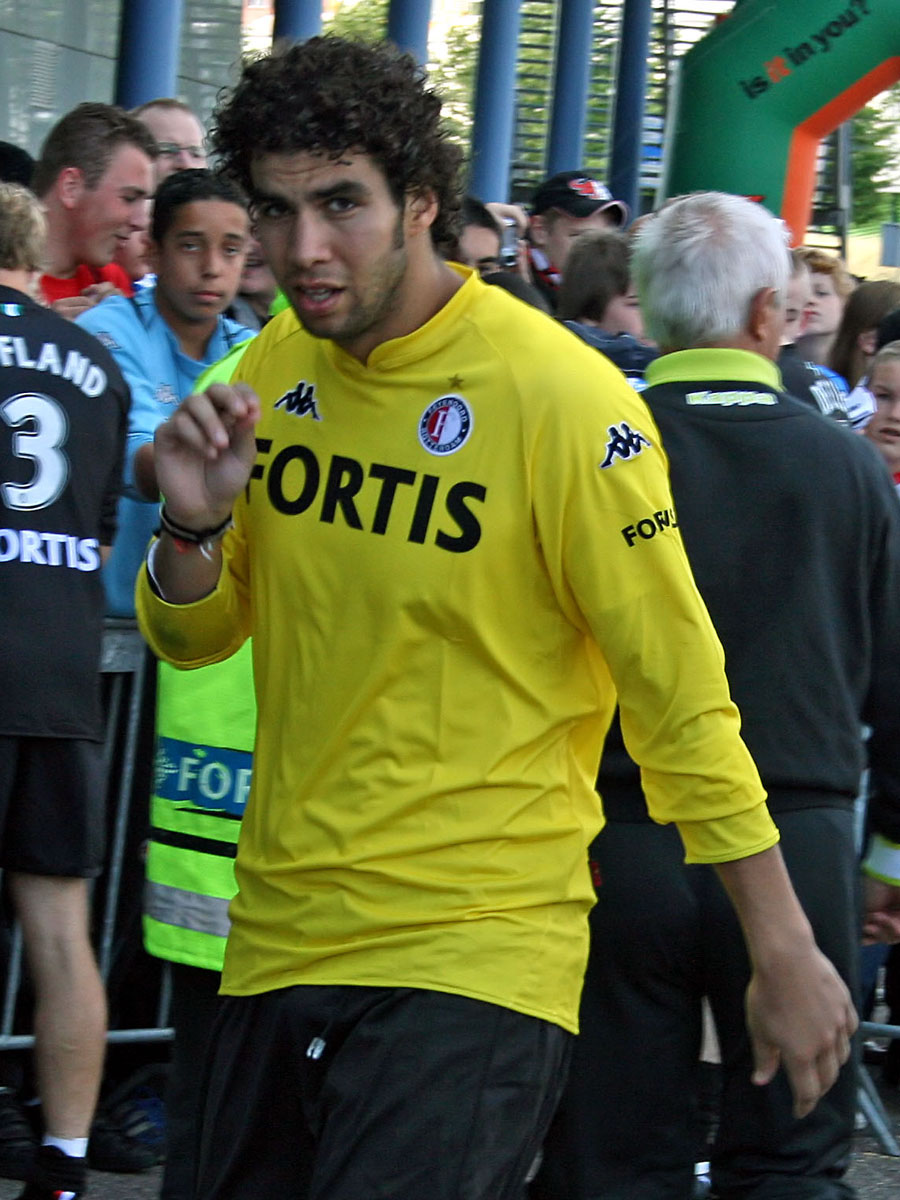
Sherif Ekramy

- Sherif Ekramy (1983), Egyptisch voetballer
- Cekro Ekrem (1950), Belgisch schaker

## Eks
- Maya Eksteen (1958), Nederlands presentatrice
- Aleksandra Alexandrovna Ekster (1882-1949), Russisch schilderes
- Mattias Ekström (1978), Zweeds autocoureur
- Yngve Ekström (1913-1988), Zweeds architect, meubelontwerper en houtbewerker

## Eku
- Ninurta-apil-Ekur, koning van Assyrië (1193-1180 v.Chr.)